# コバトン (小惑星)
コバトン (12031 Kobaton) は小惑星帯の小惑星である。佐藤直人が1996年に秩父市で発見した。
小惑星名は、埼玉県の県民の鳥「シラコバト」をモチーフにして作られた県のマスコットキャラクターコバトンに由来する。2009年3月に打ち上げられたディスカバリー号 (STS-119) に、コバトンのぬいぐるみが埼玉出身の若田光一宇宙飛行士の公式飛行記念品として搭乗し、国際宇宙ステーション (ISS) に約2週間滞在した（若田はその後4ヶ月間、日本人初のISS長期滞在を行っている）。これを記念して、埼玉県の依頼により佐藤が小惑星センターに命名を申請し、同年10月4日に承認された。同年11月6日には埼玉県より佐藤に感謝状が贈呈された。
なお、日本の都道府県のマスコットが小惑星の名称になるのはコバトンが初めてである。